# Ефременко, Иван Сергеевич
Иван Сергеевич Ефременко (1918—1943) — младший лейтенант Рабоче-крестьянской Красной Армии, участник Великой Отечественной войны, Герой Советского Союза (1943).

## Биография
Иван Ефременко родился 10 мая 1918 года в селе Павловка (ныне — Алексеевский район Самарской области). С детства проживал в посёлке Правдинск Горьковской области, окончил там школу-семилетку и школу фабрично-заводского ученичества. Работал сеточником на Балахнинском целлюлозно-бумажном комбинате. В 1938 году Ефременко был призван на службу в Рабоче-крестьянскую Красную Армию. С апреля 1943 года — на фронтах Великой Отечественной войны. Летал в одном экипажем с будущим Героем Советского Союза Николаем Рыхлиным. В звании сержанта был воздушным стрелком 805-го штурмового авиаполка 230-й штурмовой авиадивизии 4-й воздушной армии Северо-Кавказского фронта.
21 апреля 1943 года в районе Геленджика экипаж Ефременко произвёл штурмовку скоплений танков противника и возвращался обратно. На обратном пути их самолёт был атакован четырьмя немецкими истребителями. Умело маневрируя, Рыхлин дал возможность Ефременко сбить ведущий немецкий истребитель. Благодаря этому экипаж вышел победителем из этого боя. Изначально Рыхлин и Ефременко были представлены к ордену Красного Знамени, однако по инициативе маршала авиации Новикова эта награда была заменена на звание Героя Советского Союза.
Указом Президиума Верховного Совета СССР «О присвоении звания Героя Советского Союза начальствующему составу Военно-Воздушных сил Красной Армии» от 24 мая 1943 года за «образцовое выполнение боевых заданий командования на фронте борьбы с немецкими захватчиками и проявленные при этом отвагу и геройство» был удостоен высокого звания Героя Советского Союза. 
Орден Ленина и медаль «Золотая Звезда» он получить не успел, так как 30 мая 1943 года погиб в бою.
Ефременко было присвоено звание младшего лейтенанта.

## Награды
Был также награждён орденом Красного Знамени.
Место захоронения (перезахоронения) г. Новороссийск, Центральный р-н, ш. Мысхакское, городское кладбище, юго-западный р-н кладбища, братская могила советских воинов.

## Память
В честь Ефременко названы улица в Правдинске и школа в Нижнем Новгороде.